# Fernando Muslera
Néstor Fernando Muslera Micol (wym. [feɾˈnando muzˈleɾa]; (ur. 16 czerwca 1986 w Buenos Aires) – urugwajski piłkarz, występujący na pozycji bramkarza w argentyńskim klubie Estudiantes oraz w reprezentacji Urugwaju. Posiada również obywatelstwa argentyńskie i włoskie. Trzykrotny uczestnik Mistrzostw świata.
Po krótkim – trwającym zaledwie trzy sezony – okresie występów w lidze urugwajskiej, od 2007 jest nieprzerwanie zawodnikiem klubów europejskich. W barwach S.S. Lazio, w którym grał w latach 2007–2011, zdobył Puchar i Superpuchar Włoch. Z kolei z Galatasaray SK sięgnął dwukrotnie po mistrzostwo Turcji, a raz dotarł do ćwierćfinału Ligi Mistrzów.
Od 2009 jest podstawowym bramkarzem reprezentacji Urugwaju. Drużyna prowadzona przez selekcjonera Óscara Tabáreza w latach 2010–2013 po wielu dekadach słabszych występów powróciła do światowej czołówki, zdobywając kolejno IV miejsce na Mundialu 2010, Copa América 2011 oraz 4. miejsce w Pucharze Konfederacji 2013. Muslera na każdym z tym turniejów grał w pierwszej jedenastce.
W rankingu IFFHS na najlepszego bramkarza na świecie w 2010 i 2011 zajął odpowiednio 7. i 6. miejsce, z kolei w podobnym zestawieniu obejmującym lata 2001–2012 był 23., jako szósty z Ameryki Południowej i pierwszy z Urugwaju.

## Kariera klubowa

### 2004–2007: kluby urugwajskie
Jest wychowankiem klubu Montevideo Wanderers. Po trzech latach występów w różnych zespołach wiekowych Wanderers, w styczniu 2007 na jeden sezon został wypożyczony do znacznie bardziej utytułowanego Nacionalu Montevideo, w którym grało wówczas kilku reprezentantów Urugwaju (m.in. Diego Godín i Jorge Martínez). Jednak w rozgrywkach 2006–2007 Nacional zajął w końcowej tabeli dopiero szóste miejsce (podczas gdy Wanderers był czwarty), poza tym Muslera był głównie rezerwowym dla bardziej doświadczonego Argentyńczyka Alexisa Viery; zdążył rozegrać jedynie pięć ligowych spotkań. Za to częściej grywał w rozgrywkach Copa Libertadores, w których Nacional dotarł do ćwierćfinału.
Mimo braku osiągnięć w rozgrywkach krajowych i międzynarodowych, osoba młodego utalentowanego bramkarza zwróciła uwagę działaczy klubów europejskich, m.in. Benfiki Lizbona, Juventusu, Arsenalu Londyn i S.S. Lazio. Ostatecznie zawodnik wybrał ofertę z Serie A.

### 2007–2011: Lazio

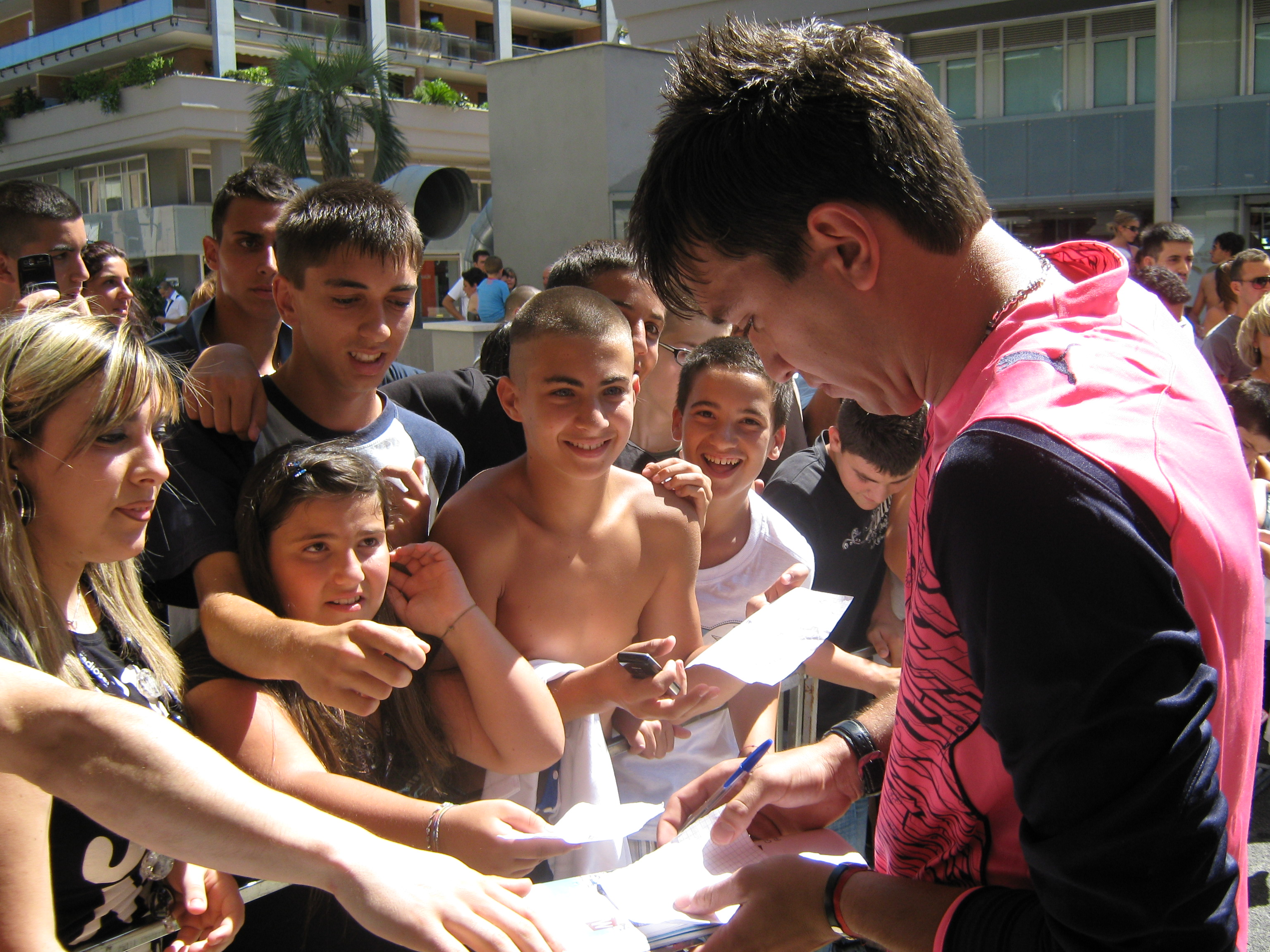
Z fanami Lazio, 2009

W sezonie 2007–2008, gdy karierę zakończył były reprezentant Włoch Angelo Peruzzi, Lazio dysponowało jedynie trzema bramkarzami: świeżo sprowadzonym Muslerą, niedoświadczonym Tommasem Bernim i 44-letnim Markiem Ballottą. Trener Delio Rossi zdecydował się włączyć do pierwszej jedenastki właśnie Muslerę, który zadebiutował w Serie A w wygranym 3:1 meczu z Cagliari Calcio 13 września 2008 i rozegrał w niej jeszcze cztery spotkania. Jednak w piątym występie przepuścił aż pięć goli w meczu z Milanem (1:5), z czego zawinił przynajmniej przy czterech. W efekcie trener odsunął go od pierwszego zespołu; grał tylko w spotkaniach Pucharu Włoch, a w lidze i europejskich pucharach grał dwa razy starszy Ballotta.
W kolejnym sezonie również początkowo był rezerwowym, tym razem dla kupionego z River Plate Argentyńczyka Juana Pabla Carrizo. Powrócił do wyjściowego składu w styczniu 2009, kiedy Carrizo zaczął otwarcie krytykować kierownictwo klubu i coraz częściej rozgrywał słabsze mecze. W pierwszym występie po przerwie Urugwajczyk obronił rzut karny Antonia Cassano w przegranym 1:3 spotkaniu z Sampdorią. Interwencjami w kolejnych meczach potwierdził zaufanie trenera i do końca sezonu pozostał pierwszym bramkarzem. Sezon 2008/2009 rzymianie zakończyli na dziesiątym miejscu, jednak po raz pierwszy od pięciu lat zwyciężyli w rozgrywkach Pucharu Włoch; po drodze pokonując między innymi Milan i Juventus, a w finale, w którym Muslera obronił dwa rzuty karne, wygrali z Sampdorią (1:1, k. 6:5). Trzy miesiące później zdobyli kolejne trofeum: Superpuchar Włoch, po zwycięstwie 2:1 nad Interem Mediolan.
W następnym sezonie, mimo sprowadzenia kolejnego Argentyńczyka, doświadczonego Albana Bizzarriego, i zmiany trenera (Rossiego zastąpił Davide Ballardini, którego po dwudziestu trzech kolejkach zmienił Edoardo Reja), Muslera utrzymał pozycję pierwszego bramkarza. W rozgrywkach 2009–2010, w których Lazio zajęło dopiero dwunaste miejsce, a z Pucharu Włoch odpadło w ćwierćfinale po porażce 0:1 z Fiorentiną, nie zagrał tylko w dwu ligowych spotkaniach.
Chociaż po udanym Mundialu 2010 pojawiły się informacje, że Urugwajczyk jest bliski podpisania kontraktu z Arsenalem, pozostał w Rzymie i rozpoczął przygotowania do kolejnego sezonu z Lazio. Ponownie wygrał rywalizację z Bizzarrim i Bernim, i stał się ważną częścią defensywy (razem z nim tworzyli ją najczęściej Ștefan Radu, Stephan Lichtsteiner, André Gonçalves Dias i Giuseppe Biava) zespołu, który po rundzie jesiennej zajmował w Serie A trzecie miejsce, ze stratą sześciu punktów do lidera. Lazio zanotowało między innymi zwycięstwo z mistrzem kraju Interem Mediolan (3:1) i remis z Milanem (1:1). W rundzie wiosennej klub grał już nieco słabiej, a ostatecznie na koniec sezonu 2010–11 zajął piąte miejsce, dzięki czemu wywalczył prawo do gry w rozgrywkach Ligi Europejskiej.

### od 2011: Galatasaray SK
| 1. | Gianluigi Buffon | AC Parma                 | Juventus F.C.     | 54,2 mln  | 2001 |
| 2. | David de Gea     | Atlético Madryt          | Manchester United | 21 mln    | 2011 |
| 3. | Manuel Neuer     | Schalke 04 Gelsenkirchen | Bayern Monachium  | 18 mln    | 2011 |
| 4. | Angelo Peruzzi   | Inter Mediolan           | S.S. Lazio        | 17,8 mln  | 2000 |
| 5. | Fernando Muslera | S.S. Lazio               | Galatasaray SK    | 11,75 mln | 2011 |

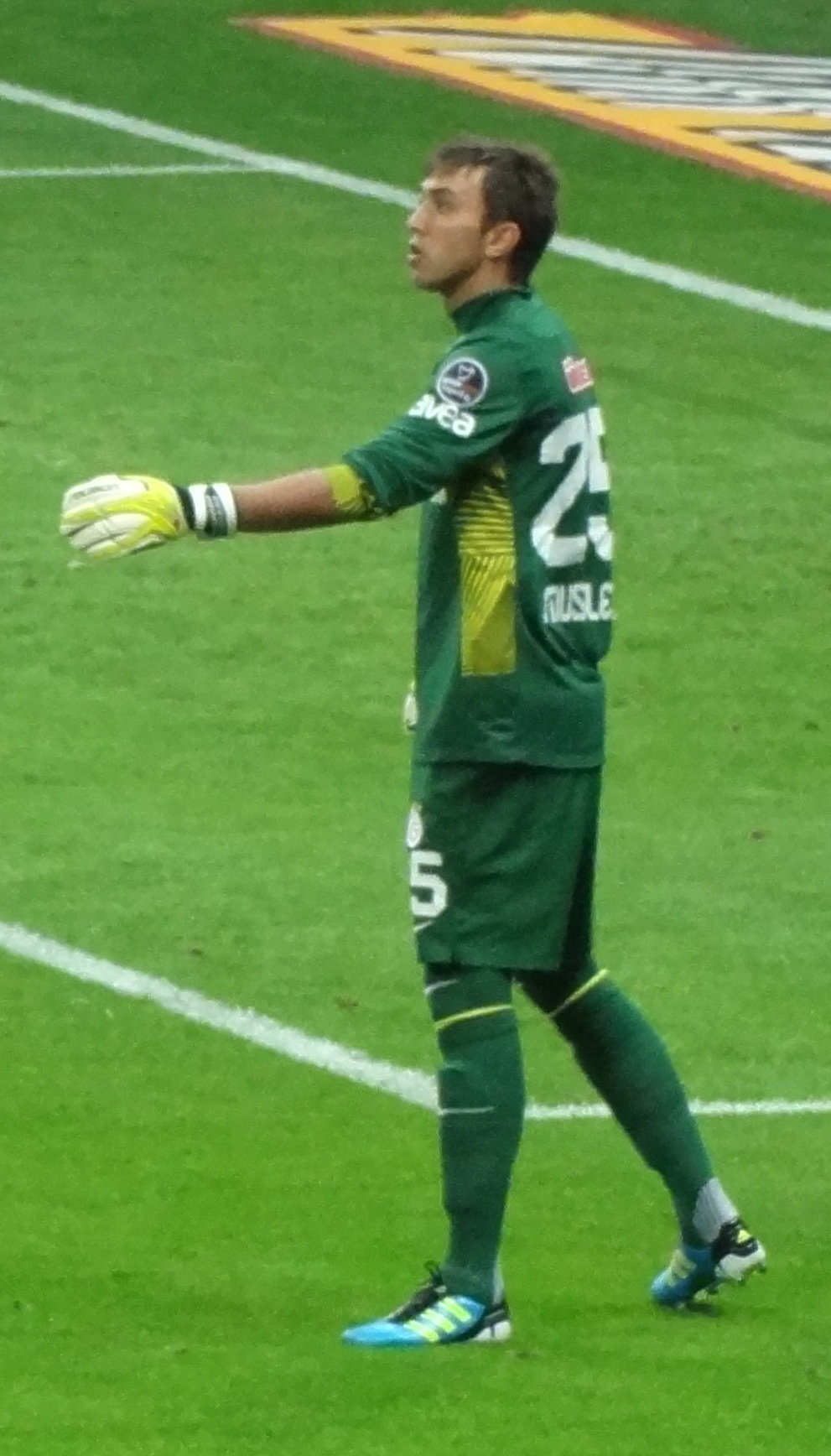
W barwach Galatasaray, 2011

Na początku czerwca 2011 podano, że Muslera przejdzie do Galatasaray SK. Działacze tureckiego klubu wahali się – według prasowych komentarzy – między nim a 33-letnim Gianluigim Buffonem. Ostatecznie wybrali młodszego o prawie dziesięć lat Urugwajczyka, który miał ich kosztować blisko 12 milionów euro (najdroższy bramkarz kupiony przez klub turecki) oraz oddanie do Lazio Lorika Cany. Muslera podpisał kontrakt 19 lipca, w czasie trwania Copa América 2011.
Determinacja władz Galatasarayu była związana z generalną wizją przebudowy klubu, który po tym, jak w sezonie 2010/2011 zajął dopiero ósme miejsce w tabeli, miał zostać znacząco wzmocniony znanymi piłkarzami. Zaczęło się jednak od zmiany trenera; do klubu po siedmioletniej przerwie powrócił najbardziej utytułowany szkoleniowiec w jego historii, Fatih Terim. Przed nowymi rozgrywkami pozyskano także m.in. Czecha Tomáša Ujfalušiego, Brazylijczyka Felipe Melo, Hiszpana Alberta Rierę, reprezentanta Wybrzeża Kości Słoniowej Emmanuela Eboué oraz Szweda Johana Elmandera, a nawet – podobno – rozważano zatrudnienie sześciu innych zawodników reprezentacji Trzech Koron. W ramach generalnej wymiany kadr nie przedłużono kontraktu z dotychczasowym pierwszym bramkarzem, Kolumbijczykiem Róbinsonem Zapatą, dzięki czemu Muslera musiał obawiać się konkurencji jedynie rezerwowego do tej pory Aykuta Erçetina. Jego transfer wpisał się zresztą w tradycję Galatasaray, który od kilkunastu sezonów stawiał na bramkarzy z Ameryki Południowej – przed Muslerą bramki tego klubu bronili Zapata (2011), jego rodak Faryd Mondragón (2001–2007), Argentyńczyk Leo Franco (2009–2010) i Brazylijczyk Cláudio Taffarel (1998–2001), który w czasie, gdy Muslera przychodził do klubu, był trenerem bramkarzy.
| Osiągnięcia Muslery w Galatasaray SK (2011–2013) | Osiągnięcia Muslery w Galatasaray SK (2011–2013) | Osiągnięcia Muslery w Galatasaray SK (2011–2013) | Osiągnięcia Muslery w Galatasaray SK (2011–2013) |
| Sezon                                            | Süper Lig                                        | Puchar Turcji                                    | rozgrywki europejskie                            |
| ------------------------------------------------ | ------------------------------------------------ | ------------------------------------------------ | ------------------------------------------------ |
| 2011–2012                                        | 1.                                               | IV. runda                                        | —                                                |
| 2012–2013                                        | 1.                                               | V. runda                                         | ćwierćfinał Ligi Mistrzów                        |

W lidze tureckiej Muslera zadebiutował 11 września 2011 w przegranym 0:2 meczu z İstanbul BB. Jedenaście dni później, w kolejnym spotkaniu ligowym z Karabükspor (1:1), otrzymał czerwoną kartkę, a także nabawił się kontuzji. Szybko jednak powrócił do pierwszego składu, w którym występował do końca sezonu, zaliczając łącznie trzydzieści trzy występy w lidze, a także strzelając jednego gola – w meczu z Vestel Manisaspor (4:0) w kwietniu 2012 Muslera w 82. minucie wykorzystał rzut karny. Galatasaray zdobył mistrzostwo kraju – pierwsze od czterech lat – ze znaczną przewagą nad rywalami: drugie w tabeli Fenerbahçe SK wyprzedził aż o dziewięć punktów. W następnym sezonie przewaga między Galatasaray (mistrz) a Fenerbahçe (wicemistrz) wyniosła już dziesięć punktów; do kolejnego tytułu mistrzowskiego podopieczni Terimu dołożyli także dobry wynik w europejskich pucharach. W Lidze Mistrzów klub najpierw awansował z grupy (wyprzedził CFR Cluj i SC Braga), a w 1/8 finału pokonał Schalke 04 Gelsenkirchen (1:1 i 3:2). Odpadł dopiero w ćwierćfinale po porażce w dwumeczu (0:3 i 3:2) z Realem Madryt. Muslera grał we wszystkich spotkaniach. Dobre występy w Turcji i Europie zaowocowały nie tylko nagrodą dla najlepszego bramkarza ligi tureckiej (w szesnastu meczach z trzydziestu dwóch nie przepuścił bramki), ale także propozycją transferu do FC Barcelony, z której właśnie odchodził Víctor Valdés. Wcześniej łączono Urugwajczyka z Manchesterem United (Muslera miał powiedzieć, że byłoby to dla niego „spełnienie marzeń z dzieciństwa”) i Arsenalem.

## Kariera reprezentacyjna
| Wykaz wszystkich meczów w reprezentacji Urugwaju | Wykaz wszystkich meczów w reprezentacji Urugwaju | Wykaz wszystkich meczów w reprezentacji Urugwaju | Wykaz wszystkich meczów w reprezentacji Urugwaju | Wykaz wszystkich meczów w reprezentacji Urugwaju |                |         |                      |               |
| Nr                                               | Data                                             | Miejsce                                          | Przeciwnik                                       | Wynik                                            | Puszczone gole | Gry     | Rozgrywki            | Selekcjoner   |
| ------------------------------------------------ | ------------------------------------------------ | ------------------------------------------------ | ------------------------------------------------ | ------------------------------------------------ | -------------- | ------- | -------------------- | ------------- |
| 1.                                               | 10.10.2009                                       | Quito, Ekwador                                   | Ekwador                                          | 2–1                                              | 1              | 90 min  | el. MŚ 2010          | Óscar Tabárez |
| 2.                                               | 13.10.2009                                       | Montevideo, Urugwaj                              | Argentyna                                        | 0–1                                              | 1              | 90 min  | el. MŚ 2010          | Óscar Tabárez |
| 3.                                               | 14.11.2009                                       | San José, Kostaryka                              | Kostaryka                                        | 1–0                                              | 0              | 90 min  | el. MŚ 2010 (baraże) | Óscar Tabárez |
| 4.                                               | 18.11.2009                                       | Montevideo, Urugwaj                              | Kostaryka                                        | 1–1                                              | 1              | 90 min  | el. MŚ 2010 (baraże) | Óscar Tabárez |
| 5.                                               | 03.03.2010                                       | St. Gallen, Szwajcaria                           | Szwajcaria                                       | 3–1                                              | 1              | 90 min  | mecz towarzyski      | Óscar Tabárez |
| 6.                                               | 26.05.2010                                       | Montevideo, Urugwaj                              | Izrael                                           | 4–1                                              | 1              | 90 min  | mecz towarzyski      | Óscar Tabárez |
| 7.                                               | 11.06.2010                                       | Kapsztad, RPA                                    | Francja                                          | 0–0                                              | 0              | 90 min  | Mundial 2010         | Óscar Tabárez |
| 8.                                               | 16.06.2010                                       | Pretoria, RPA                                    | RPA                                              | 3–0                                              | 0              | 90 min  | Mundial 2010         | Óscar Tabárez |
| 9.                                               | 11.06.2010                                       | Rustenburg, RPA                                  | Meksyk                                           | 1–0                                              | 0              | 90 min  | Mundial 2010         | Óscar Tabárez |
| 10.                                              | 11.06.2010                                       | Port Elizabeth, RPA                              | Korea Południowa                                 | 2–1                                              | 1              | 90 min  | Mundial 2010         | Óscar Tabárez |
| 11.                                              | 02.07.2010                                       | Johannesburg, RPA                                | Ghana                                            | 1–1, k. 4-2                                      | 1              | 120 min | Mundial 2010         | Óscar Tabárez |
| 12.                                              | 06.07.2010                                       | Kapsztad, RPA                                    | Holandia                                         | 2–3                                              | 3              | 90 min  | Mundial 2010         | Óscar Tabárez |
| 13.                                              | 10.07.2010                                       | Port Elizabeth, RPA                              | Niemcy                                           | 2–3                                              | 3              | 90 min  | Mundial 2010         | Óscar Tabárez |
| 14.                                              | 11.08.2010                                       | Lizbona, Portugalia                              | Angola                                           | 2–0                                              | 0              | 90 min  | mecz towarzyski      | Óscar Tabárez |
| 15.                                              | 12.10.2010                                       | Wuhan, Chiny                                     | Chiny                                            | 4–0                                              | 0              | 90 min  | mecz towarzyski      | Óscar Tabárez |
| 16.                                              | 17.11.2010                                       | Santiago, Chile                                  | Chile                                            | 0–2                                              | 2              | 90 min  | mecz towarzyski      | Óscar Tabárez |
| 17.                                              | 29.03.2011                                       | Dublin, Irlandia                                 | Irlandia                                         | 3–2                                              | 2              | 90 min  | mecz towarzyski      | Óscar Tabárez |
| 18.                                              | 27.05.2011                                       | Sinsheim, Niemcy                                 | Niemcy                                           | 1–2                                              | 2              | 90 min  | mecz towarzyski      | Óscar Tabárez |
| 19.                                              | 08.06.2011                                       | Montevideo, Urugwaj                              | Holandia                                         | 1–1, k. 4–3                                      | 1              | 120 min | mecz towarzyski      | Óscar Tabárez |
| 20.                                              | 23.06.2011                                       | Rivera, Urugwaj                                  | Estonia                                          | 3–0                                              | 0              | 90 min  | mecz towarzyski      | Óscar Tabárez |
| 21.                                              | 04.07.2011                                       | San Juan, Argentyna                              | Peru                                             | 1–1                                              | 1              | 90 min  | Copa América 2011    | Óscar Tabárez |
| 22.                                              | 08.07.2011                                       | Mendoza, Argentyna                               | Chile                                            | 1–1                                              | 1              | 90 min  | Copa América 2011    | Óscar Tabárez |
| 23.                                              | 12.07.2011                                       | La Plata, Argentyna                              | Meksyk                                           | 1–0                                              | 0              | 90 min  | Copa América 2011    | Óscar Tabárez |
| 24.                                              | 17.07.2011                                       | Santa Fe, Argentyna                              | Argentyna                                        | 1–1, k. 5–4                                      | 1              | 120 min | Copa América 2011    | Óscar Tabárez |
| 25.                                              | 19.07.2011                                       | La Plata, Argentyna                              | Peru                                             | 2–0                                              | 0              | 90 min  | Copa América 2011    | Óscar Tabárez |
| 26.                                              | 24.07.2011                                       | Buenos Aires, Argentyna                          | Paragwaj                                         | 3–0                                              | 0              | 90 min  | Copa América 2011    | Óscar Tabárez |
| 27.                                              | 02.09.2011                                       | Charków, Ukraina                                 | Ukraina                                          | 3–2                                              | 2              | 90 min  | mecz towarzyski      | Óscar Tabárez |
| 28.                                              | 07.10.2011                                       | Montevideo, Urugwaj                              | Boliwia                                          | 4–2                                              | 2              | 90 min  | el. MŚ 2014          | Óscar Tabárez |
| 29.                                              | 11.10.2011                                       | Asunción, Paragwaj                               | Paragwaj                                         | 1–1                                              | 1              | 90 min  | el. MŚ 2014          | Óscar Tabárez |
| 30.                                              | 11.11.2011                                       | Montevideo, Urugwaj                              | Chile                                            | 4–0                                              | 0              | 90 min  | el. MŚ 2014          | Óscar Tabárez |
| 31.                                              | 15.11.2011                                       | Rzym, Włochy                                     | Włochy                                           | 1–0                                              | 0              | 90 min  | mecz towarzyski      | Óscar Tabárez |
| 32.                                              | 29.02.2012                                       | Bukareszt, Rumunia                               | Rumunia                                          | 1–1                                              | 1              | 90 min  | mecz towarzyski      | Óscar Tabárez |
| 33.                                              | 25.05.2012                                       | Moskwa, Rosja                                    | Rosja                                            | 1–1                                              | 1              | 90 min  | mecz towarzyski      | Óscar Tabárez |
| 34.                                              | 02.06.2012                                       | Montevideo, Urugwaj                              | Wenezuela                                        | 1–1                                              | 1              | 90 min  | el. MŚ 2014          | Óscar Tabárez |
| 35.                                              | 10.06.2012                                       | Montevideo, Urugwaj                              | Peru                                             | 4–2                                              | 2              | 90 min  | el. MŚ 2014          | Óscar Tabárez |
| 36.                                              | 15.08.2012                                       | Hawr, Francja                                    | Francja                                          | 0–0                                              | 0              | 90 min  | mecz towarzyski      | Óscar Tabárez |
| 37.                                              | 07.09.2012                                       | Barranquilla, Kolumbia                           | Kolumbia                                         | 0–4                                              | 4              | 90 min  | el. MŚ 2014          | Óscar Tabárez |
| 38.                                              | 11.09.2012                                       | Montevideo, Urugwaj                              | Ekwador                                          | 1–1                                              | 1              | 90 min  | el. MŚ 2014          | Óscar Tabárez |
| 39.                                              | 12.10.2012                                       | Mendoza, Argentyna                               | Argentyna                                        | 0–3                                              | 3              | 90 min  | el. MŚ 2014          | Óscar Tabárez |
| 40.                                              | 16.10.2012                                       | La Plata, Boliwia                                | Boliwia                                          | 1–4                                              | 4              | 90 min  | el. MŚ 2014          | Óscar Tabárez |
| 41.                                              | 14.11.2012                                       | Gdańsk, Polska                                   | Polska                                           | 3–1                                              | 1              | 90 min  | mecz towarzyski      | Óscar Tabárez |
| 42.                                              | 06.02.2013                                       | Doha, Katar                                      | Hiszpania                                        | 1–3                                              | 3              | 90 min  | mecz towarzyski      | Óscar Tabárez |
| 43.                                              | 22.03.2013                                       | Montevideo, Urugwaj                              | Paragwaj                                         | 1–1                                              | 1              | 90 min  | el. MŚ 2014          | Óscar Tabárez |
| 44.                                              | 26.03.2013                                       | Santiago, Chile                                  | Chile                                            | 0–2                                              | 2              | 90 min  | el. MŚ 2014          | Óscar Tabárez |
| 45.                                              | 05.06.2013                                       | Montevideo, Urugwaj                              | Francja                                          | 1–0                                              | 0              | 90 min  | mecz towarzyski      | Óscar Tabárez |
| 46.                                              | 11.06.2013                                       | Ciudad Guayana, Wenezuela                        | Wenezuela                                        | 1–0                                              | 0              | 90 min  | el. MŚ 2014          | Óscar Tabárez |
| 47.                                              | 16.06.2013                                       | Recife, Brazylia                                 | Hiszpania                                        | 1–2                                              | 2              | 90 min  | Puchar Konfederacji  | Óscar Tabárez |
| 48.                                              | 20.06.2013                                       | Salvador, Brazylia                               | Nigeria                                          | 2–1                                              | 1              | 90 min  | Puchar Konfederacji  | Óscar Tabárez |
| 49.                                              | 26.06.2013                                       | Belo Horizonte, Brazylia                         | Brazylia                                         | 1–2                                              | 2              | 90 min  | Puchar Konfederacji  | Óscar Tabárez |
| 50.                                              | 30.06.2013                                       | Salvador, Brazylia                               | Włochy                                           | 2–2, k. 2–3                                      | 2              | 120 min | Puchar Konfederacji  | Óscar Tabárez |

Muslera był kilkakrotnie powoływany do reprezentacji Urugwaju, jednak zadebiutował w niej dopiero 10 października 2009 w spotkaniu eliminacji Mundialu 2010 z Ekwadorem (2:1). Selekcjoner Óscar Tabárez szukał nowego bramkarza po tym, jak jego zaufanie stracił doświadczony uczestnik Mundialu 2002 Fabián Carini (nie potrafił wywalczyć miejsca w podstawowej jedenastce Realu Murcia), a żaden z jego zmienników (Juan Guillermo Castillo, Martín Silva, Sebastián Viera) nie przekonał do siebie sztabu szkoleniowego. Muslera bronił już do końca kwalifikacji, w tym w dwu spotkaniach barażowych z Kostaryką (1:0 i 1:1), dzięki którym Urugwajczycy po ośmiu latach przerwy awansowali na mistrzostwa świata.

### Mundial 2010
| „Rok 2010 był dla mnie spektakularny, najważniejszy w karierze. Nie wyobrażałem sobie, że natrafię na tak ekscytujący okres. Jestem bardzo zadowolony ze swojej postawy na boisku.”—Fernando Muslera |

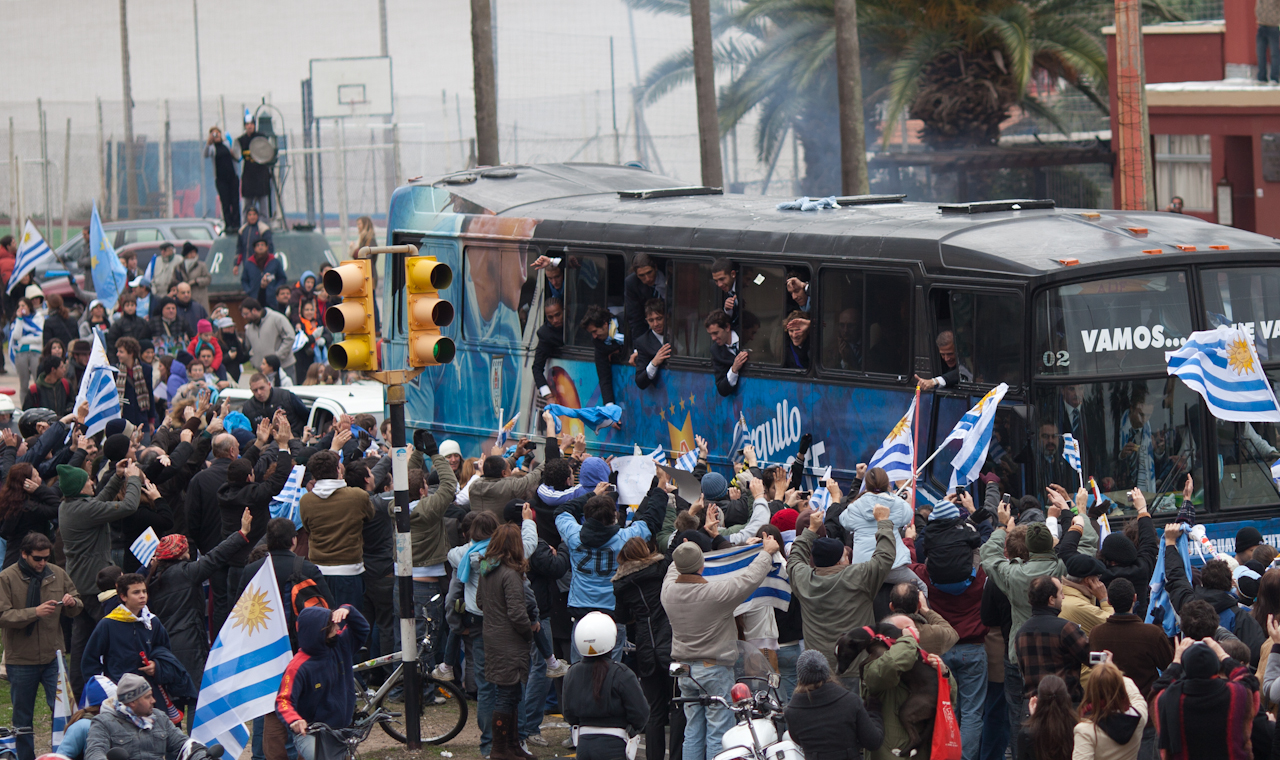
Powrót piłkarzy Urugwaju do kraju po Mundialu 2010.

Na Mundialu 2010 podopieczni Tabáreza zajęli czwarte miejsce. Najpierw jednak Urugwajczycy wygrali swoją grupę: zremisowali 0:0 z wicemistrzami świata Francją oraz pokonali 3:0 z gospodarzy turnieju RPA i 1:0 Meksyk. 24-letni Muslera grał we wszystkich spotkaniach na tych mistrzostwach, a w żadnej z gier grupowych nie przepuścił bramki. Na tym turnieju takim wyczynem mógł się poszczycić jedynie Portugalczyk Eduardo. Młody bramkarz tworzył zespół defensywny z nieco bardziej doświadczonymi obrońcami: Diego Lugano (30 lat), Jorge Fucile (26), Maxi Pereira (26) i swoim rówieśnikiem Diego Godínem.
W ćwierćfinałowym meczu z Ghaną (1:1, k. 4:2) Muslera obronił dwa rzuty karne, wykonywane przez Johna Mensaha i Dominika Adiyiaha, dzięki czemu Urugwajczycy po raz pierwszy od 1970 zagrali w półfinale mistrzostw. Jednak w ostatnich spotkaniach, półfinałowym z Holandią (2:3) i – przede wszystkim – w meczu o trzecie miejsce z Niemcami (2:3), zdaniem wielu komentatorów bramkarz nie utrzymał wysokiej formy, jaką prezentował w pozostałych meczach, i przyczynił się do porażki swojego zespołu. Sam zawodnik po meczu z Niemcami przyznał, że „to nie była jego noc” i przeprosił za popełnione błędy. Dobry wynik na Mundialu sprawił, że reprezentacja Urugwaju w lipcu 2010 została sklasyfikowana na szóstym miejscu w rankingu FIFA, i była to jej najwyższa lokata w całej historii tej klasyfikacji.
Rok 2010 Muslera, który przed mistrzostwami świata miał tylko sześć występów w reprezentacji, zakończył z szesnastoma meczami na koncie i pewną pozycją pierwszego bramkarza kadry; przez dziennikarzy został uznany za jednego z najlepszych w tym roku graczy na tej pozycji spoza Europy. Na tę ocenę nie wpłynął nawet fakt, że w ostatnim meczu roku, towarzyskim z Chile, popełnił dwa błędy, które kosztowały zdobywców czwartego miejsca na mundialu porażkę 0:2. Zresztą zła passa trwała nieco dłużej, bo półtora miesiąca później, w ostatnim meczu rundy jesiennej Serie A S.S. Lazio – US Lecce (1:2), Muslerze przypisano strzelenie bramki samobójczej.

### Copa América 2011
| „Urugwaj miał Muslerę, który bronił w nieprawdopodobnych okolicznościach. Z daleka, z bliska, sam na sam z Higuaínem, Messim i innymi. Strzał Téveza zatrzymał stopą, dobitkę klatką piersiową. Kiedy przyszły karne, był najważniejszy, tak jak rok temu w ćwierćfinale z Ghaną.”—dziennikarz Paweł Wilkowicz po meczu Argentyna-Urugwaj |

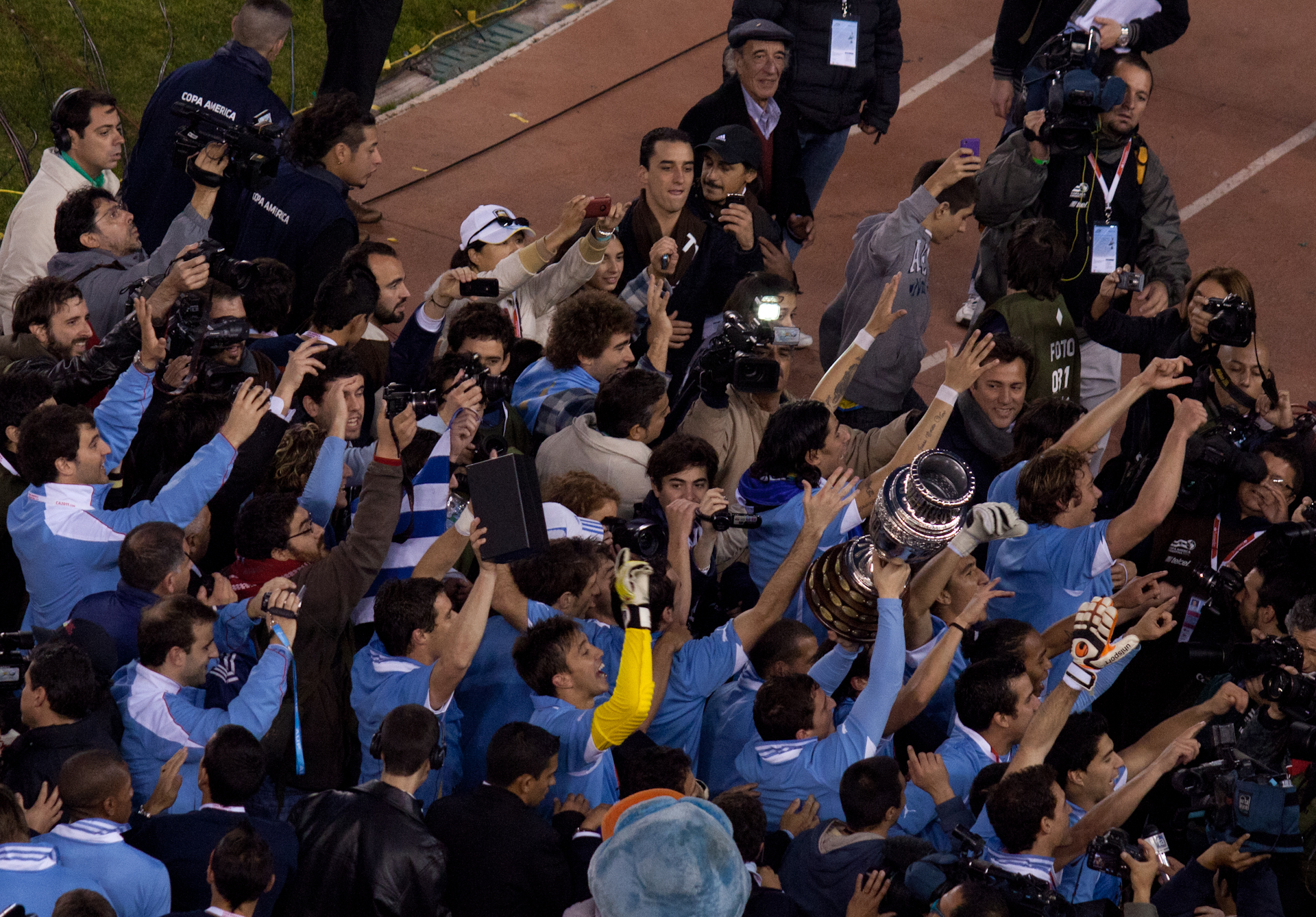
Piłkarze Urugwaju świętują zwycięstwo w Copa América. Muslera w koszulce z żółtymi rękawami.

Muslera utrzymał pozycję pierwszego bramkarza i rok po mistrzostwach świata znalazł się w kadrze na Copa América 2011. Trener Tabárez nie zmienił znacząco reprezentacji; do Argentyny pojechało aż dwudziestu uczestników mundialu, w tym wszyscy trzej bramkarze: Muslera i jego zmiennicy, 33-letni Juan Guillermo Castillo i młodszy o pięć lat Martín Silva. W rozgrywkach grupowych rywalami Urugwajczyków były zespoły Peru, Chile i Meksyku. Podopieczni Tabáreza zakończyli je na drugim miejscu; zdobyli pięć punktów po dwu remisach (po 1:1 z Peru i Chile) oraz jednym zwycięstwie (1:0 z Meksykiem). Muslera przepuścił tylko dwie bramki, mniej od bramkarzy Brazylii i Paragwaju, więcej od rekordzistów Sergio Romero z Argentyny (1 gol) i Neco Martíneza z Kolumbii (0 goli).
W ćwierćfinale przeciwnikami Urugwajczyków byli gospodarze turnieju, Argentyńczycy. Ich trener, Sergio Batista, zdołał namówić do gry na Copa América największe gwiazdy zespołu, dzięki czemu jego podopieczni byli uważani za zdecydowanych faworytów imprezy. Przeciwko Urugwajowi zagrali więc m.in. Lionel Messi, Gabriel Milito, Javier Mascherano (wszyscy FC Barcelona), Ángel Di María, Gonzalo Higuaín (obaj Real Madryt), Esteban Cambiasso i 37-letni kapitan Javier Zanetti (obaj Inter Mediolan). Mecz – nazywany przez dziennikarzy „przedwczesnym finałem” – rozpoczął się od gola dla Urugwaju w '5 minucie (Diego Pérez), jednak dwanaście minut później Higuaín wyrównał na 1:1. Do końca spotkania żadnej z drużyn nie udało się strzelić bramki. Doszło za to do innego rodzaju wydarzeń: sędzia pokazał aż dziewięć żółtych kartek, dwie czerwone (dla Péreza i Mascherano), a w '57 minucie przerwał spotkanie, po tym, jak na murawę wbiegł argentyński kibic. Wynik meczu został rozstrzygnięty dopiero w rzutach karnych: Urugwajczycy wygrali 5:4, a Muslera obronił jedną jedenastkę, wykonywaną przez Carlosa Téveza. Dzięki temu podopieczni Tabáreza piąty raz z rzędu awansowali do półfinału Copa América. Po meczu bramkarz zebrał bardzo dobre recenzje; jeden z dziennikarzy napisał, że „to była noc doświadczonego Lugano i – przede wszystkim – Muslery”.
| 2010 | 7. | Iker Casillas |
| 2011 | 6. | Iker Casillas |

W półfinale Urugwajczycy zmierzyli się z drużyną Peru, z którą grali już w grupie. Startowali z pozycji faworyta nie tylko tego spotkania, ale i całego turnieju, bo w ćwierćfinałach odpadły Argentyna, Brazylia, Chile i Kolumbia. Po dwu golach Luisa Suáreza, strzelonych w przeciągu pięciu minut, wygrali 2:0 i po raz pierwszy od 1999 zagrali w finale Copa América. W ostatnim meczu turnieju pokonali 3:0 Paragwaj. Tym samym wysunęli się na czoło listy drużyn, które zwyciężyły w rozgrywkach o mistrzostwo Ameryki Południowej. Chociaż nagrodę dla najlepszego bramkarza turnieju otrzymał Paragwajczyk Justo Villar, to w niektórych klasyfikacjach dziennikarskich w tej konkurencji wygrywał Muslera. Zwycięstwo w Copa América oraz dobra forma przez cały sezon sprawiły, że na koniec 2011 Urugwajczyk zajął szóste miejsce w rankingu IFFHS na najlepszego bramkarza świata.

### Puchar Konfederacji 2013

Mecz o 3. miejsce, Urugwaj–Włochy 2:2, k. 2:3

Trzecim turniejem, w którym uczestniczył Muslera jako reprezentant Urugwaju, był rozgrywany w Brazylii towarzyski Puchar Konfederacji. Kiedy rozpoczęły się te rozgrywki, podopieczni trenera Tabáreza byli w połowie eliminacji do Mundialu 2014, które nie układały się dla nich pomyślnie. Wysoko przegrali z Kolumbią (0:4), Argentyną (0:3), Boliwią (1:4) i Chile (0:2), i nadal nie mogli być pewni udziału w kolejnych mistrzostwach świata. Równie słabo wiodło im się w meczach towarzyskich; zresztą w 2012 zanotowali tylko dwa zwycięstwa, aż pięć remisów i trzy porażki. Mimo to, Muslera nadal był podstawowym bramkarzem reprezentacji, co więcej od marca 2011 do czerwca 2013 zagrał we wszystkich meczach kadry przez pełne dziewięćdziesiąt minut. Dopiero w spotkaniu z Tahiti (8:0), zamykającym gry grupowe Pucharu Konfederacji, Tabárez dał szansę jego starszemu o trzy lata zmiennikowi, Martínowi Silvie.
W dwu wcześniejszych meczach Urugwaj przegrał z mistrzami świata i Europy, Hiszpanami, (1:2) i ograł mistrzów Afryki, Nigeryjczyków (2:1). W rozgrywkach grupowych Muslera przepuścił tylko trzy bramki, więcej od Brazylijczyka Júlio Césara (2) i bramkarzy hiszpańskich (1), ale mniej od Włocha Gianluigiego Buffona (8). W półfinale rywalem Urugwajczyków byli gospodarze turnieju (i Mundialu 2014), Brazylijczycy, którzy jednak w tym czasie zajmowali się nie tylko piłką nożną, ale także polityką – w czasie trwania Pucharu Konfederacji w kraju wybuchły wielkie protesty antyrządowe, a jednym z haseł podnoszonym przez demonstrantów były nierozsądnie wysokie wydatki związane z organizacją piłkarskich imprez. Podopieczni selekcjonera Luiza Felipe Scolariego po wyrównanym spotkaniu wygrali 2:1, jednak wynik mógł być inny, gdyby w '14 minucie Diego Forlán wykorzystał rzut karny. Brazylijski bramkarz Júlio César obronił strzał i został jednym z bohaterów spotkania.
Chociaż Brazylijczycy strzelili dwa gole, to Muslera przy żadnym nie zawinił. Inaczej było w meczu o trzecie miejsce z Włochami, którzy w półfinale ulegli po rzutach karnych 6:7 Hiszpanom. W '23 minucie po długim uderzeniu Alessandra Diamantiego Muslera wypuścił piłkę z rąk tak nieszczęśliwie, że zmierzała wprost do jego bramki i tylko dlatego, że w ostatniej chwili dobił ją Davide Astori bramkarzowi nie zapisano gola samobójczego. Drugą bramkę – kolejny strzał Diamantego z rzutu wolnego – Muslera przepuścił z prawie trzydziestu metrów. Urugwajczycy dwukrotnie wyrównywali dzięki Edinsonowi Cavaniemu. Po dziewięćdziesięciu minutach było 2:2 i wynik spotkania został rozstrzygnięty dopiero w rzutach karnych. W poprzednich dwu grach mistrzowskich – w Mundialu 2010 i Copa América 2011 – Muslera był bohaterem jedenastek, jednak tym razem obronił tylko jeden strzał (Matti De Sciglio). Jego vis-à-vis, Gianluigi Buffon, był skuteczniejszy; zatrzymał aż trzy karne i dlatego Włosi wygrali 3:2. Dla Muslery to spotkanie było ważne nie tylko dlatego, że rywalizowano o brązowy medal Pucharu Konfederacji, ale także z tego powodu, że w tym dniu rozgrywał dokładnie pięćdziesiąte spotkanie w reprezentacji.

## Statystyki kariery piłkarskiej
Stan na 25 czerwca 2013
| Klub               | Sezon              | Liga  | Liga | Europa | Europa | Razem | Razem |
| Klub               | Sezon              | Mecze | Gole | Mecze  | Gole   | Mecze | Gole  |
| Wanderers          | 2004               | 2     | 0    | -      | -      | 2     | 0     |
| Wanderers          | 2005               | 29    | 0    | -      | -      | 29    | 0     |
| Wanderers          | 2005/06            | 0     | 0    | -      | -      | 0     | 0     |
| Wanderers          | 2006/07            | 13    | 0    | -      | -      | 13    | 0     |
| Wanderers          | Razem              | 44    | 0    | -      | -      | 44    | 0     |
| Nacional           | 2007/08            | 4     | 0    | -      | -      | 4     | 0     |
| Nacional           | 2008/09            | 1     | 0    | -      | -      | 1     | 0     |
| Nacional           | Razem              | 5     | 0    | -      | -      | 5     | 0     |
| S.S. Lazio         | 2007/08            | 9     | 0    | -      | -      | 9     | 0     |
| S.S. Lazio         | 2008/09            | 15    | 0    | -      | -      | 15    | 0     |
| S.S. Lazio         | 2009/10            | 36    | 0    | 8      | 0      | 44    | 0     |
| S.S. Lazio         | 2010/11            | 36    | 0    | -      | -      | 36    | 0     |
| S.S. Lazio         | Razem              | 96    | 0    | 8      | 0      | 112   | 0     |
| Galatasaray SK     | 2011/12            | 39    | 1    | -      | -      | 39    | 1     |
| Galatasaray SK     | 2012/13            | 33    | 0    | 10     | 0      | 43    | 0     |
| Galatasaray SK     | Razem              | 72    | 1    | 10     | 0      | 82    | 1     |
| Łącznie w karierze | Łącznie w karierze | 217   | 1    | 18     | 0      | 243   | 1     |

| Reprezentacja Urugwaju |       |      |
| Rok                    | Mecze | Gole |
| 2009                   | 4     | 0    |
| 2010                   | 12    | 0    |
| 2011                   | 15    | 0    |
| 2012                   | 10    | 0    |
| 2013                   | 7     | 0    |
| Razem                  | 48    | 0    |

## Sukcesy
- S.S. Lazio:
  - Puchar Włoch 2008/2009
  - Superpuchar Włoch 2009
  - półfinał Pucharu Włoch 2007/2008
- Galatasaray SK:
  - Mistrzostwo Turcji: 2011/2012, 2012/2013, 2014/2015, 2017/2018, 2018/2019, 2022/2023, 2023/2024
  - Puchar Turcji: 2013/2014, 2014/2015, 2015/2016, 2018/2019
  - Superpuchar Turcji: 2012, 2013, 2015, 2016, 2019, 2023
  - ćwierćfinał Ligi Mistrzów 2013
- reprezentacja Urugwaju:
  - zwycięstwo w Copa América 2011